# 실론, 세렌디피티
"실론, 세렌디피티"는 2015년에 개봉한 대한민국 영화이다.

## 캐스팅
- 김민체 : 민체 역
- 권중목 : 허수남 역
- 이민서 : 어린 딸 역
- 전다솔 : 딸 역
- 김소연 : 소연 역
- 차승기 : 승기 역
- 구준희 : 준희 역
- 진국 : 사촌이모 역
- 염문경 : 문경 역
- 배현경 : 직장동료 역
- 전희련 : 직장동료 역
- 박원희 : 극단장 역
- 이종혁 : 엄마사촌 역
- 정현우 : 학과조교 역
- 이명우 : 까페카사노바 역
- 장해숙
- 송성해
- 최영미
- 권문선
- 권정수
- 이지연
- 최종문
- 김영환
- 오지윤
- 이재훤
- 승의열
- 홍수현